# ラノステロール

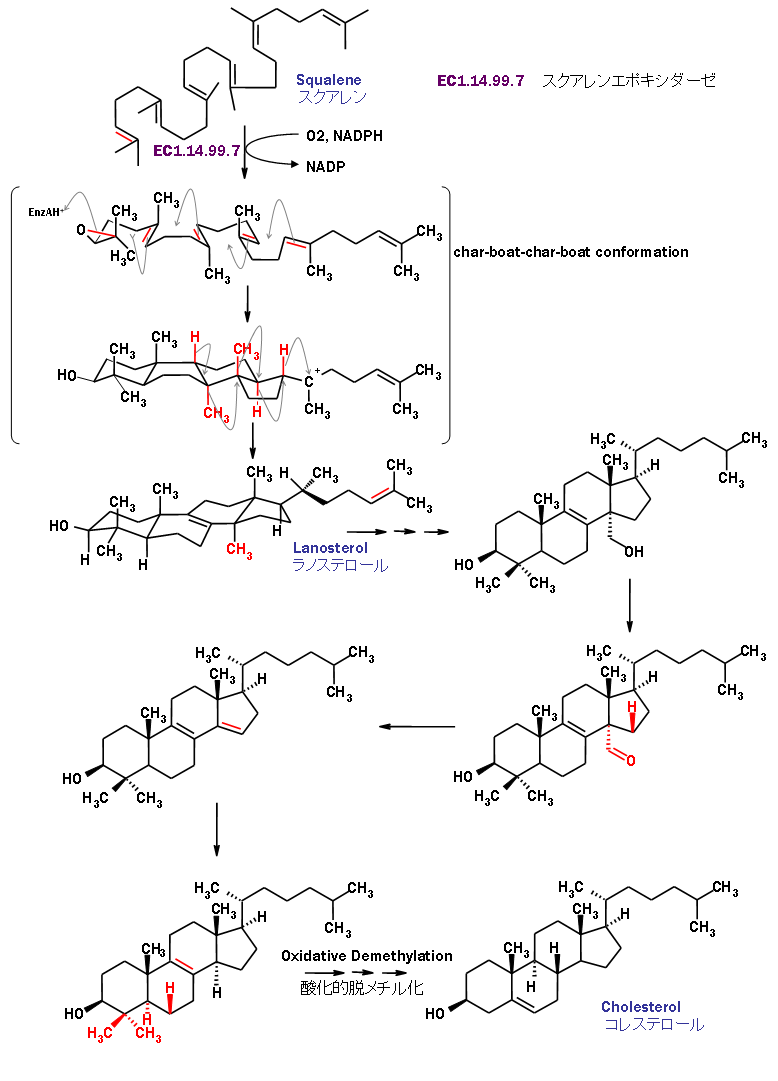
ステロイド骨格形成反応

ラノステロール (lanosterol) は、動物や菌類に広く存在するステロイド、トリテルペノイドの一つ。化学式 C30H50O、分子量は426.7。IUPAC命名法ではラノスタ-8,24-ジエン-3-オール。別名ラノステリン。CAS登録番号は79-63-0。常温では無色の固体で、融点は138-140℃。ラノリンに多量に存在し、そこから発見されたことから命名された。
動物や菌類（オピスタコンタと総称される）のあらゆるステロイド化合物（コレステロール等）の前駆体として重要であるが、生理学的な役割は定かでない。ステロイド生合成経路において、シクロアルテノールとともに、前駆体（オキシドスクアレン）の環化によって生成する最初のステロール（プロトステロール）の一つである。すべてのステロイド化合物は、ラノステロールもしくはシクロアルテノールのその後の修飾により生成する。 

## 生合成
スクアレンエポキシダーゼによりスクアレンから(3S)-2,3-エポキシスクアレン（オキシドスクアレン）が合成される。
オキシドクアレン環化酵素（ラノステロールシンターゼ）により環化反応が起こり、プロトステロールカチオンが生成する。
水素イオンが抜けて、プロトステロールカチオンからラノステロールとなる。
ラノステロールがオピスタコンタ（動物・菌類）に特徴的なステロールとして知られる一方、その他の真核生物（植物や原生生物など）ではシクロアルテノールが合成される。ラノステロールとシクロアルテノールはすべてのステロイド化合物の出発物質であるため、両者を合わせてプロトステロールとも呼ばれる。ラノステロールおよびシクロアルテノールを生成するオキシドスクアレン環化酵素は互いに相同であり、進化的に関連している。真核生物の共通祖先はもともとシクロアルテノールを合成したと推測されており、シクロアルテノールはラノステロールよりも起源が古い。そのためオピスタコンタの共通祖先において、それまでシクロアルテノールを合成していたオキシドスクアレン環化酵素（シクロアルテノール・シンターゼ）のアミノ酸配列が変異し、ラノステロール・シンターゼが誕生したと考えられる。